# 逢隈村 (宮城県)
逢隈村（おおくまむら）は、昭和30年（1955年）まで宮城県亘理郡の北部にあった村。現在の亘理郡亘理町逢隈地区にあたる。

## 地理
- 河川：阿武隈川
- 湖：鳥の海（汽水湖）

## 歴史

### 沿革
- 明治22年（1889年）4月1日 - 町村制施行にともない、牛袋村、榎袋村、鹿島村、高屋村、上郡村、下郡村、小山村、鷺屋村、十文字村、神宮寺村、田沢村、中泉村及び蕨村の区域をもって、逢隈村が発足する。
- 昭和22年（1947年）1月11日 - 阿武隈川北岸の吹上地区[1]（2.44平方km）を名取郡岩沼町に編入する。
- 昭和30年（1955年）2月1日 - 逢隈村、亘理町、荒浜町及び吉田村が合併し、亘理町が発足する。

## 行政

### 首長
- 歴代村長

| 代 | 氏名       | 就任                      | 退任                       | 備考 |
| -- | ---------- | ------------------------- | -------------------------- | ---- |
| 1  | 斎藤多吉   | 明治22年（1889年）4月23日 | 明治30年（1897年）4月22日  |      |
| 2  | 伊藤龍之進 | 明治30年（1897年）4月25日 | 大正9年（1920年）5月17日   |      |
| 3  | 庄司久助   | 大正9年（1920年）5月18日  | 昭和3年（1928年）5月17日   |      |
| 4  | 松本健吉   | 昭和3年（1928年）6月6日   | 昭和6年（1931年）12月30日  |      |
| 5  | 伊藤仁一郎 | 昭和6年（1931年）12月31日 | 昭和14年（1939年）3月6日   |      |
| 6  | 玉田清     | 昭和14年（1939年）3月7日  | 昭和21年（1946年）11月4日  |      |
| 7  | 伊藤仁一郎 | 昭和22年（1947年）4月8日  | 昭和23年（1948年）4月7日   | 再任 |
| 8  | 安田伊織   | 昭和23年（1948年）6月1日  | 昭和25年（1950年）12月31日 |      |
| 9  | 伊藤仁一郎 | 昭和26年（1951年）2月10日 | 昭和30年（1955年）1月31日  | 三任 |

## 地域

### 人口
| 1920年 | 6,426人 |  |
| 1925年 | 6,730人 |  |
| 1930年 | 7,162人 |  |
| 1935年 | 7,380人 |  |
| 1940年 | 7,237人 |  |
| 1947年 | 8,942人 |  |
| 1950年 | 9,204人 |  |

※国勢調査による

### 教育
- 逢隈村立逢隈小学校
- 逢隈村立高屋小学校
- 逢隈村立鹿島小学校
- 逢隈村立逢隈中学校

## 交通

### 鉄道
- 国鉄常磐線 - 駅なし

### 道路
- 国道6号

## 出身有名人
- 宮城けんじ - 漫才師（Wけんじ）